# Keisha White
Keisha White est une chanteuse de RnB britannique. Elle a sorti deux albums jusqu'à présent.